# Zagreb Indoors 2013
Lo Zagreb Indoors 2013, noto anche come PBZ Zagreb Indoors è stato un torneo di tennis giocato sul cemento indoor nella categoria ATP World Tour 250 series nell'ambito dell'ATP World Tour 2013. È stata l'8ª edizione del Zagreb Indoors. Si è giocato a Zagabria in Croazia dal 4 al 10 febbraio 2013.

## Partecipanti

### Teste di serie
| Nazionalità | Atleta           | Ranking* | Testa di serie |
| ----------- | ---------------- | -------- | -------------- |
| Croazia     | Marin Čilić      | 13       | 1              |
| Italia      | Andreas Seppi    | 18       | 2              |
| Russia      | Michail Južnyj   | 27       | 3              |
| Austria     | Jürgen Melzer    | 30       | 4              |
| Slovacchia  | Martin Kližan    | 33       | 5              |
| Cipro       | Marcos Baghdatis | 35       | 6              |
| Bulgaria    | Grigor Dimitrov  | 40       | 7              |
| Slovacchia  | Lukáš Lacko      | 49       | 8              |

* Ranking al 28 gennaio 2013.

### Altri partecipanti
I seguenti giocatori hanno ricevuto una wildcard per il tabellone principale:
- Nikola Mektić
- Mate Pavić
- Antonio Veić

I seguenti giocatori sono passati dalle qualificazioni:

- Michael Berrer
- Ilija Bozoljac
- Philipp Petzschner
- Filip Veger

Lucky Loser:
- Dino Marcan
- Matteo Viola

## Campioni

### Singolare
Marin Čilić ha sconfitto in finale  Jürgen Melzer per 6-3, 6-1.
- È il nono titolo in carriera per Cilic, il primo del 2013.

### Doppio
Julian Knowle /  Filip Polášek hanno sconfitto in finale  Ivan Dodig /  Mate Pavić per 6-3, 6-3.